# 52421 Дайходзі
52421 Дайходзі (52421 Daihoji) — астероїд головного поясу, відкритий 1 червня 1994 року.
Тіссеранів параметр щодо Юпітера — 3,076.